# Рыйвас, Луиза
Луи́за Ры́йвас (эст. Luisa Rõivas, при рождении Вярк, эст. Luisa Värk, 6 февраля 1987, Элва, Тартуский район, Эстонcкая ССР, СССР, ныне Тартумаа, Эстония) — эстонская певица.

## Биография
Луиза Рыйвас заняла 2-е место в первом сезоне конкурса «Eesti otsib superstaari», эстонского варианта «Pop Idol». Она также заняла 2-е место в конкурсе «Tantsud tähtedega», эстонской версии российского конкурса «Танцы со звёздами». Её партнёром был Мартин Пармас.
Рыйвас участвовала на «Eurolaul 2008», национальном отборе на конкурс песни  Евровидение-2008 вместе с группой «Traffic» с песней «It’s Never Too Late»(«Никогда не поздно»), а также с Маргусом Вахером с песней «God Inside Your Soul» («Бог внутри твоей души»). На конкурсе «Eesti Laul 2015» она выступила с песней «Minu päike» («Солнце моё»), где в финале заняла последнее место. В 2016 году была членом жюри на конкурсе «Eesti Laul 2016».

## Семья
Луиза Рыйвас замужем за Таави Рыйвасом, эстонским политиком, бывшим премьер-министром Эстонии. У пары трое детей.